# 腰窩
腰窩（lateral lumbar fossa），又稱為維納斯的酒窩或維納斯之眼，是人體下背處纵分面上二塊對稱的凹陷處，在股溝的上方。腰窩就在對應骶髀关节的表層，也就是骶骨和骨盆髂骨的连接處。
維納斯的酒窩是不正式的用詞，以往在醫學上可以用這個詞表示骶髀关节上的表層肌肉及皮膚組織，其拉丁文為fossae lumbales laterales，此凹陷處是由連結後上髂脊及皮膚的短韧带產生的，一般認為和基因有關。
還有其他韧带連接皮膚及深層組織，例如库伯韧带，位在乳房、胸大肌筋膜和皮膚之間。
在外科手術中也有用到「維納斯的酒窩」此一名稱，是在骶骨後面的二個對稱凹陷處，其中也有靜脈通過。在脊柱外科中，會以這個位置為準，來找骶骨上關節面，以放置骶椎弓根螺釘。
有些文化會認為維納斯的酒窩是美的標記，因此其名稱中有羅馬神話中代表美的女神维纳斯。